# The Bad Man's First Prayer
The Bad Man's First Prayer è un cortometraggio muto del 1911 diretto da Gilbert M. 'Broncho Billy' Anderson.

## Produzione
Il film fu prodotto dall'Essanay Film Manufacturing Company. Venne girato in California, a Redlands.

## Distribuzione
Distribuito dalla General Film Company, il film uscì nelle sale cinematografiche USA il 15 aprile 1911.